# Werner Fischer (Rektor)

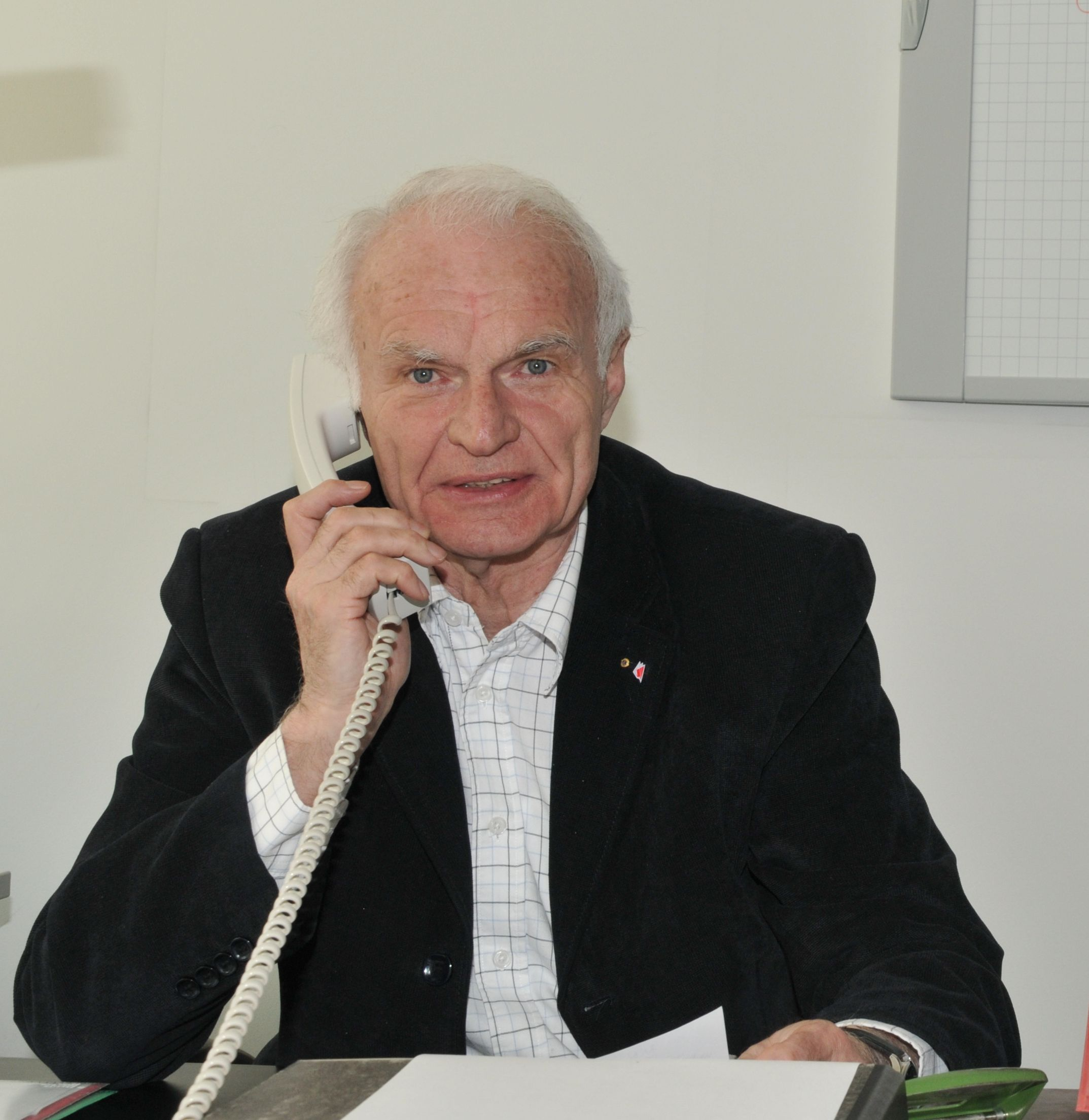
Werner Fischer (2009)

Werner Fischer (* 7. November 1939 in Epfenbach, Kreis Sinsheim) ist ein deutscher Maschinenbauingenieur und Hochschuldidaktiker. Er war von 1980 bis 1990 Prorektor und von 1990 bis 2005 Rektor der Fachhochschule Karlsruhe.

## Leben
Fischer ist in Epfenbach aufgewachsen und machte 1959 sein Abitur am Wilhelmi-Gymnasium in Sinsheim. Ab dem Wintersemester 1959 bis zum Februar 1965 studierte er allgemeinen Maschinenbau an der Technischen Hochschule Karlsruhe.
1965 war Fischer Wissenschaftlicher Mitarbeiter, 1966 Wissenschaftlicher Assistent und 1970 Akademischer Rat am Institut für Technische Mechanik und Festigkeitslehre an der Universität Karlsruhe. 1968 schloss er seine Promotion ab.
Im Jahre 1970 wechselte er an die Fachhochschule Karlsruhe, zunächst als Dozent, ab 1974 als Professor im Fachbereich Maschinenbau. Von 1980 bis 1990 war Fischer Prorektor, von 1990 bis 2005 Rektor der Fachhochschule.
Ab 1982 war er Mitglied der Studienkommission für Hochschuldidaktik, von 1990 bis 2006 als deren Vorsitzender. Von 1990 bis 1998 war Fischer Mitglied des Kuratoriums der Export-Akademie Baden-Württemberg und ebenfalls ab 1990 bis ins Jahr 2005 im Vorstand der Rektorenkonferenz (RKF) der Fachhochschulen in Baden-Württemberg. Im Jahr 1991 wurde er Gründungsvorsitzender der Arbeitsgruppe LARS (Leistungsanreizsysteme in der Lehre). Von 1993 bis 2007 war er Mitglied im Kuratorium der Fachhochschule Pforzheim. 1998/1999 wurde er als Sachverständiger im Ausschuss Lehre des Wissenschaftsrates berufen und war von 2001 bis 2005 Mitglied der Zentralen Stipendien-Kommission (ZSK) für das Baden-Württemberg-Stipendium der Landesstiftung Baden-Württemberg GmbH. Von 1999 bis 2005 war Fischer Mitglied des Vorstands der ASIIN und von 2004 bis 2007 Mitglied des Vorstands des DAAD. Von 2006 bis 2015 war Werner Fischer im Hochschulrat der Pädagogischen Hochschule Karlsruhe, ab Mai 2008 als dessen Vorsitzender. Von 2006 bis 2012 war Fischer Mitglied der Jury für das Förderprogramm „Kompetenzplattformen“ in Nordrhein-Westfalen.
Neben seiner beruflichen Tätigkeit war Fischer auch ehrenamtlich engagiert, so war er von 1973 bis 1974 Vorsitzender der Bürgerinitiative Stutensee, von 1979 bis 1984 Gründungsvorsitzender der Sozialstation Stutensee-Weingarten, von 1980 bis 1994 Vorsitzender der FWV-Fraktion im Gemeinderat und ab März 1988 Mitglied im Gutachterausschuss der Gemeinde Stutensee und von Ende März 2000 bis zu seinem Ausscheiden aus dem Gremium im April 2020 dessen Vorsitzender.
Werner Fischer lebt in Stutensee, ist verheiratet und hat drei Söhne, Axel, Lutz und Jörg Werner Fischer.

## Wissenschaftliche und publizistische Tätigkeiten
- Von 1970 bis 1972 Leitung des Instituts für Technische Mechanik und Festigkeitslehre der Universität Karlsruhe (Vertretung)
- Autor mehrerer wissenschaftlicher und vieler fachdidaktischer Veröffentlichungen
- Von 1970 bis 1980 Mitarbeiter der Zeitschrift Applied Mechanics Reviews
- Hochschuldidaktische Forschung im Fachhochschulbereich

## Auszeichnungen
- 1992 Preisträger der Internationalen Gesellschaft für Ingenieurpädagogik (IGIP)
- 1994 Goldene Ehrenmedaille des Gemeindetages Baden-Württemberg
- 1997 Ehrendoktorwürde der Georgischen Technischen Universität für die Initiativen zur Verbesserung der Qualität der Lehre und zur inhaltlichen und strukturellen Entwicklung von Studiengängen sowie für die Förderung der partnerschaftlichen Zusammenarbeit
- 1998 Ehrendoktorwürde der Nottingham Trent University für sein Engagement in der europäischen Hochschulzusammenarbeit
- 2003 Goldene Ehrennadel der IGIP
- 2005 Verdienstkreuz am Bande des Verdienstordens der Bundesrepublik Deutschland
- 2005 Ehrenkurator der Hochschule Karlsruhe – Technik und Wirtschaft
- 2019 Verdienstmedaille der Hochschule Karlsruhe – Technik und Wirtschaft für seine „herausragenden Verdienste um die Entwicklung der Hochschule“